# Headfirst Productions
 (avril 2019).
Si vous disposez d'ouvrages ou d'articles de référence ou si vous connaissez des sites web de qualité traitant du thème abordé ici, merci de compléter l'article en donnant les références utiles à sa vérifiabilité et en les liant à la section « Notes et références ».
Headfirst Productions était un studio de jeux vidéo britannique créé par  Mike et Simon Woodroffe ( Adventure Soft ) en 1998.  Le studio était un développeur indépendant de jeux pour le marché des consoles et des PC . 

## Jeux
- Battle of the Planets (annulé)
- Call of Cthulhu: Beyond the Mountains of Madness (annulé)
- Call of Cthulhu: Dark Corners of the Earth (2005)
- Call of Cthulhu: Destiny's End (vaporware, annulé)
- Call of Cthulhu: Tainted Legacy (annulé)
- Deadlands (annulé)
- Simon the Sorcerer 3D (2002)

## La faillite
Après avoir publié Call of Cthulhu: Dark Corners of the Earth , Headfirst a eu des problèmes avec l'éditeur Bethesda Softworks en ce qui concerne les finances.  Quelque temps après, environ la moitié de la société a quitté l'entreprise. L'équipe du second projet ( Call of Cthulhu: Destiny's End ) et certains membres de l'équipe de production de Call of Cthulhu: Dark Corners of the Earth sont restés à bord pour continuer à travailler sur le projet, en le portant sur les consoles de la prochaine génération, pendant que les réalisateurs essayaient de conclure un contrat d'édition pour le jeu.  Après plusieurs mois de lutte, l'entreprise passa à l'administration. 
La plupart du personnel s'est ensuite tourné vers d'autres sociétés de jeux vidéo du West Midlands , notamment Codemasters , Eurocom et Sega Racing Studio .  En février 2006, Headfirst Productions a entrepris des démarches administratives afin de rembourser les dettes impayées en raison des coûts de production associés aux nombreuses années de développement de Cthulhu et d’autres projets non signés.  Les actifs ont été liquidés, les employés licenciés et la société dissoute moins d'un mois plus tard. 

## Voir également
- Adventure Soft